# نجم‌الثاقب
نجم‌الثاقب (نام کامل: «النجم الثاقب فی احوال الامام الحجة الغائب») کتابی‌است به زبان فارسی نوشتهٔ حاج میرزا حسین طبرسی نوری که توسط یاسین الموسوی به عربی نیز برگردانده شده‌است. این کتاب در ۱۲ باب و شرح احوال امام دوازدهم شیعیان دوازده‌امامی نوشته‌شده‌است. معنی لغوی نجم الثاقب ستارهٔ نافذ یا درخشان است.
این کتاب دومین کتاب نویسنده در موضوع مهدویت و به زبان فارسی است.
«میرزا حسین نوری» از کسانی است که اعتقاد دارد امام زمان ازدواج کرده‌است

## بخش‌های کتاب
این کتاب دارای دوازده باب است:
- باب اول: «در ذکر شمه‌ای از حالات ولادت با سعادت آن جناب»
- باب دوم: «در ذکر اسامی و القاب و کنیه‌های آن حضرت»
- باب سوم: مشتمل بر دو فصل است؛ «فصل اول در شمایل آن جناب (با استقصای نام و ایجاز در کلام) و فصل دوم در خصایص مهدی»
- باب چهارم: «در ذکر اختلاف مسلمین در مورد مهدی»
- باب پنجم: «در اثبات نمودن مهدی از روی نصوص اهل سنت»
- باب ششم: «در اثبات دعوای مذکوره از روی معجزات صادره از مهدی»
- باب هفتم: «در بیان کسانی است که در غیبت کبری خدمت آن جناب رسیدند یا بر معجزه مهدی واقف شدند»
- باب هشتم: «جمع بین حکایات و قصص مذکوره و آنچه رسیده در اخبار که باید مدعی رؤیت را در غیبت کبری تکذیب نمود»
- باب نهم: «در عذر داخل نمودن چند حکایت از درماندگان در بیابان و غیر آن‌ها»
- باب دهم: «در ذکر شمه‌ای از تکالیف عباد، بالنسبة به آن جناب»
- باب یازدهم: «در ذکر پاره‌ای از ازمنه و اوقات که اختصاص دارد به امام عصر (علیه السلام)»
- باب دوازدهم و نهایی کتاب: «در ذکر اعمال و آدابی است که شاید بتوان به برکت آن‌ها، به سعادت ملاقات و شرف حضور باهر النور امام عصر (صلوات الله علیه) رسید. چه بشناسد یا نشناسد.[۴]

## هدف از تألیف کتاب
حسین طبرسی نوری این کتاب را به درخواست میرزای شیرازی نوشته است. _ میرزای شیرازی